# Xeringa

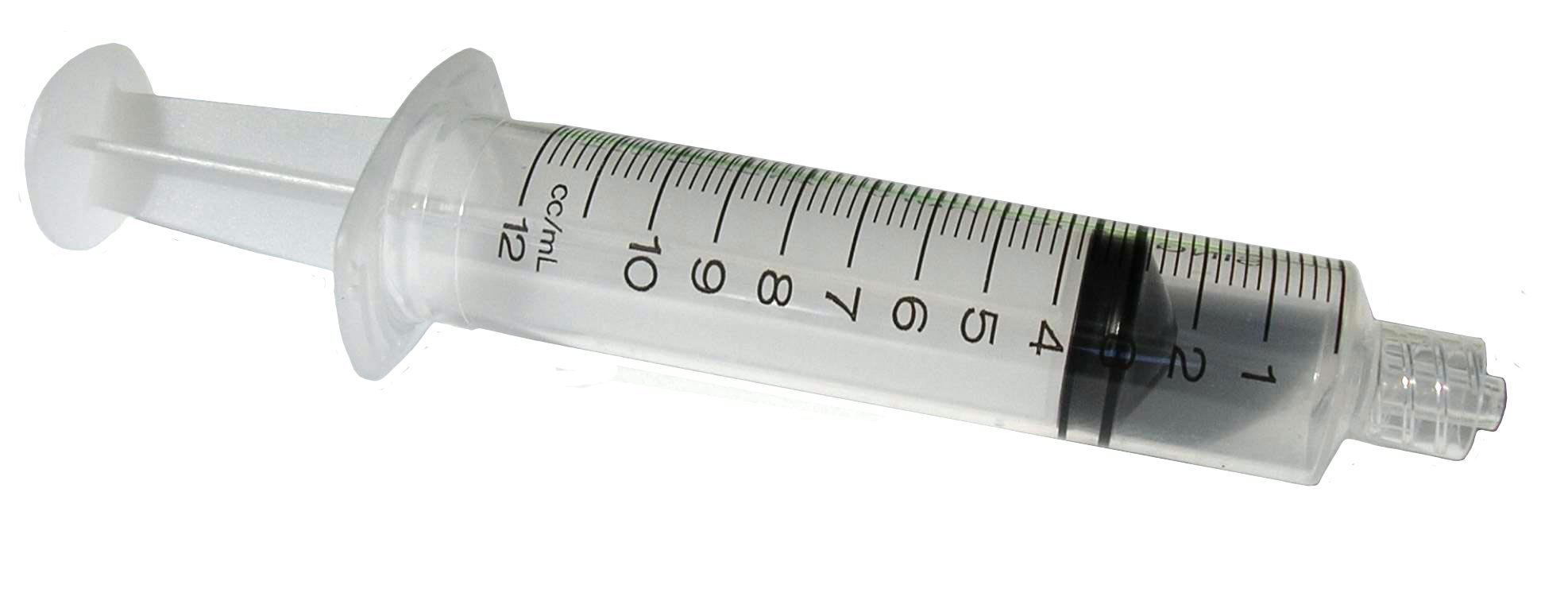
Una xeringa estàndard

Una xeringa (del grec syrinx, "tub") és un producte sanitari que consisteix en un èmbol inserit en un tub (cos), el qual té una petita punta oberta en un dels seus extrems (con) que pot acoblar-se a una agulla o a una via tubular. Les xeringues són utilitzades per introduir petites quantitats de gasos o líquids en àrees inaccessibles. Normalment, se l'omple introduint l'agulla en el líquid i estirant l'èmbol. A continuació, amb l'agulla cap amunt es pressiona l'èmbol per expulsar les bombolles d'aire que hagin quedat i posteriorment s'introdueix l'agulla i s'expulsa el líquid pressionant l'èmbol. Els cons de connexió poden ser centrals o excèntrics i els més habituals són de tipus Luer, Luer-lock (roscat) o catèter.

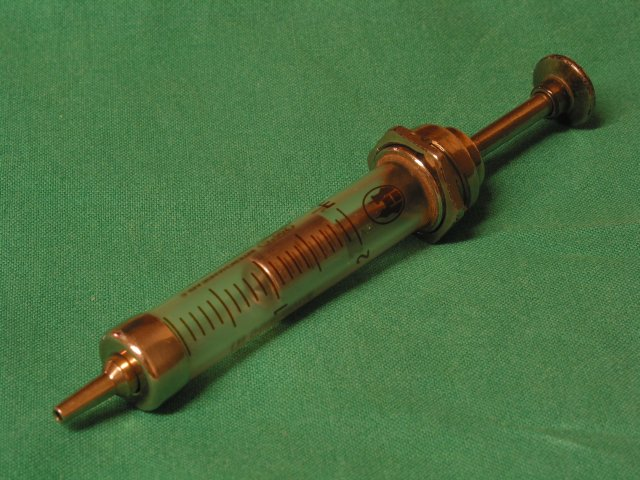
Xeringa de vidre

El procés d'administrar una substància amb una xeringa s'anomena injecció.
Heró d'Alexandria descriu a la secció 57 del tractat Pneumàtica un aparell compost d'un tub buit amb un extrem estret i un pistó en el seu interior que permet succionar o injectar líquids i li dona el nom de pyoulcos, ja que serveix per treure les acumulacions de pus.
Cels, a la seva obra De Medicina (segle I dC), menciona l'ús de xeringues per extreure cossos estranys o taps de cerumen del conducte auditiu, irrigar fístules o netejar ferides.
Al segle x dC, el metge de Mossul Ammar ibn Ali al-Mawsili dissenyà un tub metàl·lic buit per travessar l'escleròtica i operar les cataractes emprant la succió. Als seus escrits va descriure altres instruments similars de coure, acer o vidre; sent considerat per alguns autors el creador de la primera xeringa amb agulla plenament funcional.

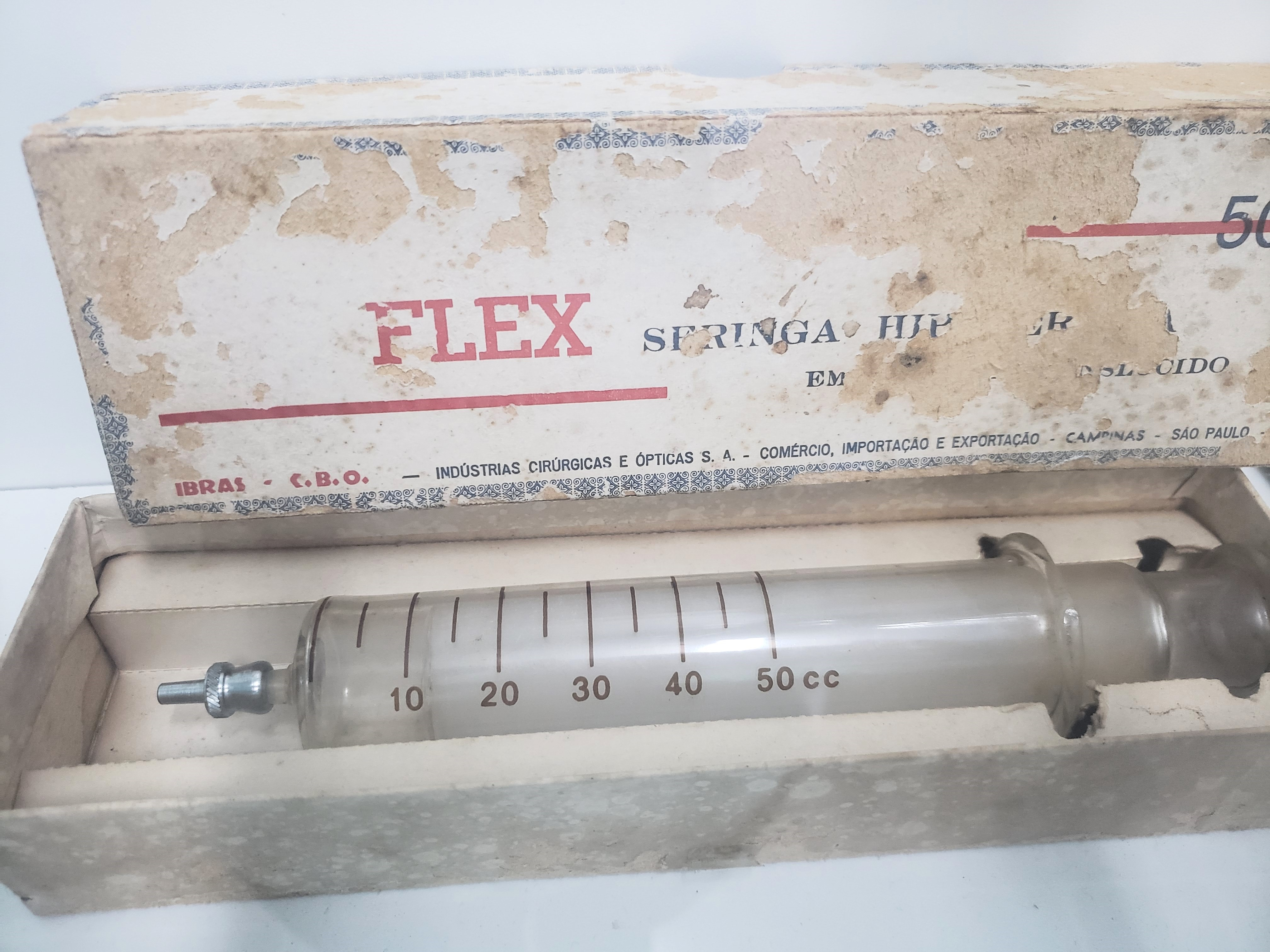

L'inventor australià Charles Rothauser va introduir al mercat les primeres xeringues de plàstic, fetes de polietilè, l'any 1949. Aquest material havia de ser esterilitzat químicament, ja que els mètodes tèrmics estovaven el producte. Això augmentava significativament el preu de les xeringues. Dos anys més tard canvià el material de fabricació inicial pel polipropilè, que aguantava bé l'escalfor, i obtingué un gran èxit comercial. A principis dels anys 60, Colin Murdoch (1929–2008), un veterinari i farmacèutic de Nova Zelanda ideà les xeringues-dard, concebudes per administrar a distància medicaments tranquil·litzants als animals en ser disparades amb armes curtes o llargues específicament modificades. Per injectar substàncies terapèutiques duals, com ara el factor VIII i el seu dissolvent (fàrmacs antihemofílics), s'han dissenyat models específics de xeringues amb doble cambra. Per tal d'impossibilitar la reutilització del material i evitar el risc de punxades accidentals en procediments de venipunció complicats, existeixen xeringues de doble cambra amb agulla retràctil. Es fabriquen diferents tipus de xeringues autoaspirants especialment dissenyades per l'anestèsia local o regional, sovint emprades en cirurgia bucal.
Les primeres xeringues d'ús únic i amb medicació precarregada s'utilitzaren de forma massiva durant la Segona Guerra Mundial, en resposta a la urgent necessitat als camps de batalla d'una gran quantitat de medicacions parenterals de fàcil transport i administració ràpida. Bona part d'elles estaven formades per un tub de metall tou, similar al d'alguns adhesius de cianoacrilat actuals, que contenia el fàrmac (el qual s'injectava al pressionar el tub) i una agulla. Destacaren les syrettes de morfina de l'empresa Squibb.
A la dècada de 1980, Rhône-Poulenc i Sanofi crearen les xeringues d'insulina precarregades, un dispositiu que facilita molt el tractament de la diabetis mellitus de tipus 1. Avui dia, són molts els productes terapèutics que fan servir aquest tipus de xeringa (metotrexat, adrenalina, heparina, àcid hialurònic, etc.).
Les xeringues també serveixen per extreure determinats fluids o teixits corporals, com ara sang o moll d'os, en procediments diagnòstics (adquisició de mostres per venipunció) o terapèutics (trasplantament de cèl·lules mare hematopoiètiques, per exemple). En aquests casos, moltes vegades es fan servir xeringues de 15-20 ml amb una solució heparínica salina i agulles de forats laterals múltiples.